# Nacim Abdelali
Nacim Abdelali est un footballeur franco-algérien né le 19 décembre 1981 à Aix-en-Provence en France. Il évoluait au poste de milieu gauche.

## Biographie
Nacim Abdelali joue huit matchs en Ligue 2 française, et 24 matchs en première division algérienne.
Le 28 février 2010, Abdelali fait ses débuts dans le championnat de Hongrie avec le club du Nyíregyháza Spartacus, lors d'une victoire 3–2 sur le Vasas SC.